# 千葉和彦
千葉 和彦（ちば かずひこ、1985年6月21日 - ）は、北海道岩見沢市出身のプロサッカー選手。Jリーグ・アルビレックス新潟所属。ポジションはディフェンダー（センターバック）、ミッドフィールダー（ボランチ）。元日本代表。

## 経歴

### プロ入り前
小学校3年生から本格的にサッカーを始め、地元北海道の釧路富原FCに入団。その後、父親の転勤により三重県に渡り、津市立橋北中学校に入学。2001年から特待生として日生学園第二高等学校（現・青山高等学校）に進学し、三重県県選抜メンバーの一員として毎夏オランダやスペインに海外遠征した。高校入学当初はFWだったが、夏以降にボランチにコンバート された。高校の1年先輩に尾崎瑛一郎がおり、2002年高校2年の時に西村弘司や飛弾暁を擁する四中工を破り 同校初の全国高校サッカー選手権大会への出場を果たした。

### 海外挑戦
高校卒業後はプロ入りを目指していたが、Jリーグクラブからのオファーがなかったため 知人を頼って単身オランダへ渡り、2004年1月にオランダ2部リーグのAGOVVアペルドールンに入団テストを経てアマチュア契約を締結。親の仕送りに頼りながら サッカーに励み、2004-05シーズン中盤からウリエ・コールホフ監督にアンカーで起用され、リーグ戦21試合に出場した。

### アルビレックス新潟
シーズン終了後にコールホフ監督がオランダ2部のFCドルトレヒトに移籍すると、コールホフから引き抜かれる形で同クラブとアマチュア契約を締結することが内定していたが、2005年7月に知人を頼って練習参加していたアルビレックス新潟監督の反町康治からラブコールを受け、同年8月に新潟とプロ契約を交わして 正式に入団した。新潟入団当初もボランチでプレーしたが、人材不足のため3バックのDFにも入った。
2006年から新潟監督が鈴木淳に交代したがコンスタントに試合出場を重ね、チーム状況に応じてボランチとセンターバックでプレー。2007年はCBのレギュラーとして活躍し、リーグ中断前にクラブ史上最高位となる3位にまでなる原動力となり、同年10月には反町が率いるU-22日本代表に選出された。なお、この年はドーピング禁止規定に接触するステロイド系が含まれる薬剤（塗り薬）を使用したとしてクラブ側から活動自粛を言い渡されていたが、その後のJリーグ側の調査でこの薬剤は使用方法が適切なら問題のないもので改めて行われたドーピング検査も陰性であったことから活動を再開した。Jリーグ側も「自粛するほどの大きな問題ではなかった」と回答している。2008年はチームに負傷者が続出してJ1残留争いに巻き込まれながらもそのユーティリティー性を活かしながら奮闘し、U-23日本代表予備登録メンバーに選出された。
2009年はチームが4-3-3システムを採用したため出場機会が減ったが、2010年からチームの副将に就任。シーズン通してCBで起用され、2011年から正式に登録ポジションをDFに変更した。2011年8月6日のJ1第20節清水エスパルス戦で90＋4分にFWアンデルソンが放ったコーナーキックをヘッドで合わせ、プロ7年目にして初ゴールを決めた。

### サンフレッチェ広島
2012年、前年まで新潟でヘッドコーチを務めた森保一が監督に就任するサンフレッチェ広島へ森保と行動を共にする形で完全移籍した。移籍初年度の2012年は出場停止の1試合を除く33試合にCBとしてフル出場し、広島のJ1初優勝に貢献した。なお、2012シーズン唯一の出場停止となった第33節セレッソ大阪戦が、広島のJ1初優勝を決める試合となった。以降、3バックの一角として不動のレギュラーとなり現在に至る。
2013年、J1リーグ連覇を達成。
2014年から選手会長に就任。
2015年4月25日、J1リーグ1stステージ第7節の清水エスパルス戦の前半29分に柴崎晃誠が蹴ったFKを頭で合わせゴールを決める。これが広島のJ1通算1000ゴール目となる。この年の広島は勝ち点74を記録し、3度目のJ1優勝を果たす。
2016年7月30日、J1リーグ2ndステージ第6節のガンバ大阪戦で史上87人目となるJ1通算300試合出場を達成した。
2016年10月には試合後のドーピング検査で陽性となり一時暫定的資格停止処分を受けたが、禁止物質は事前にクラブが製造元に成分内容を確認し、禁止物質を含まず安全であるとクラブが判断した上で服用していたサプリメントに含まれていたものであったため、年内に処分は解除された。安全確認がなされたクラブ推奨サプリメントを摂取した結果であり、本人に落ち度がなく選手として可能な注意を尽くしていたと判断されたものの、アンチ・ドービング規程ではどのような原因であれ禁止物質が検出されたことへの責任は選手本人に帰するため、最も軽い処分である譴責処分は科された。
2018年、開幕戦の北海道コンサドーレ札幌戦にて手首を骨折したことをきっかけに出場機会を失い、同シーズンをもって広島を退団。

### 名古屋グランパス
2019シーズンからは名古屋グランパスでプレーすることが発表された。2019年はリーグ戦1試合のみの出場に終わり、2020年は15年ぶりに公式戦出場が0だった。

### アルビレックス新潟復帰
2021年シーズンからJ2リーグに所属するアルビレックス新潟へ完全移籍で加入した。

### 代表歴
2013年、東アジアカップ2013の国内組のみで構成される日本代表に初選出された。7月25日のオーストラリア戦で代表戦初出場。

## 人物
欧州リーグからキャリアをスタートさせた逆輸入Jリーガー。
足元の技術も高く対人能力の高いセンターバックで、ボランチとしてもプレーする。
明るい性格で、ホーム試合の勝利後の「サンフレッチェ劇場」を盛り上げるなど、クラブのムードメーカーとなっている。
2014年11月11日に一般女性と入籍した。

## エピソード
- 英語も堪能で、2014年3月1日のリーグ開幕戦アウェイセレッソ大阪戦のプレー中、当初1年契約と報道されていたフォルランの契約期間が実は1年半であることを聞き出した[19]。
- 上記の暫定資格停止解除後、初の公の場への顔出しとなった2017年1月15日の「シーズン・イン・イベント2017」（新体制発表イベント）では、新加入選手に続いて壇上に上がり「アメリカの“FCサプリメント”から期限付き移籍を終えて帰ってきました千葉です」ネタにした。[20]。

## 所属クラブ
- 1994年 - 1997年 釧路富原FC
- 1998年 - 2000年  津市立橋北中学校
- 2001年 - 2003年 日生学園第二高等学校
- 2003年 - 2004年  AGOVVアペルドールン
- 2004年 - 2005年  FCドルトレヒト
- 2005年 - 2011年  アルビレックス新潟
- 2012年 - 2018年  サンフレッチェ広島
- 2019年 - 2020年  名古屋グランパス
- 2021年 -  アルビレックス新潟

## 個人成績
| 国内大会個人成績 | 国内大会個人成績 | 国内大会個人成績 | 国内大会個人成績      | 国内大会個人成績 | 国内大会個人成績 | 国内大会個人成績 | 国内大会個人成績 | 国内大会個人成績 | 国内大会個人成績 | 国内大会個人成績 | 国内大会個人成績 |
| 年度             | クラブ           | 背番号           | リーグ                | リーグ戦         | リーグ戦         | リーグ杯         | リーグ杯         | オープン杯       | オープン杯       | 期間通算         | 期間通算         |
| 年度             | クラブ           | 背番号           | リーグ                | 出場             | 得点             | 出場             | 得点             | 出場             | 得点             | 出場             | 得点             |
| オランダ         | オランダ         | オランダ         | オランダ              | リーグ戦         | リーグ戦         | リーグ杯         | リーグ杯         | KNVBカップ       | KNVBカップ       | 期間通算         | 期間通算         |
| ---------------- | ---------------- | ---------------- | --------------------- | ---------------- | ---------------- | ---------------- | ---------------- | ---------------- | ---------------- | ---------------- | ---------------- |
| 2003-04          | AGOVV            |                  | エールステ ディヴィジ | 0                | 0                |                  |                  |                  |                  |                  |                  |
| 2004-05          | AGOVV            |                  | エールステ ディヴィジ | 21               | 0                |                  |                  | 1                | 0                | 22               | 0                |
| 2005-06          | ドルトレヒト     |                  | エールステ ディヴィジ | -                | -                | -                | -                | -                | -                | 0                | 0                |
| 日本             | 日本             | 日本             | 日本                  | リーグ戦         | リーグ戦         | リーグ杯         | リーグ杯         | 天皇杯           | 天皇杯           | 期間通算         | 期間通算         |
| 2005             | 新潟             | 37               | J1                    | 0                | 0                | -                | -                | 0                | 0                | 0                | 0                |
| 2006             | 新潟             | 3                | J1                    | 14               | 0                | 2                | 0                | 2                | 0                | 18               | 0                |
| 2007             | 新潟             | 3                | J1                    | 27               | 0                | 6                | 1                | 1                | 0                | 34               | 1                |
| 2008             | 新潟             | 3                | J1                    | 31               | 0                | 6                | 0                | 2                | 1                | 39               | 1                |
| 2009             | 新潟             | 3                | J1                    | 13               | 0                | 2                | 0                | 2                | 0                | 17               | 0                |
| 2010             | 新潟             | 3                | J1                    | 33               | 0                | 5                | 0                | 3                | 0                | 41               | 0                |
| 2011             | 新潟             | 3                | J1                    | 29               | 1                | 3                | 0                | 1                | 0                | 33               | 1                |
| 2012             | 広島             | 5                | J1                    | 33               | 1                | 6                | 0                | 1                | 0                | 40               | 1                |
| 2013             | 広島             | 5                | J1                    | 34               | 1                | 2                | 0                | 6                | 1                | 42               | 2                |
| 2014             | 広島             | 5                | J1                    | 30               | 1                | 5                | 0                | 1                | 0                | 36               | 1                |
| 2015             | 広島             | 5                | J1                    | 34               | 1                | 5                | 0                | 3                | 0                | 42               | 1                |
| 2016             | 広島             | 5                | J1                    | 28               | 0                | 2                | 0                | 0                | 0                | 32               | 0                |
| 2017             | 広島             | 5                | J1                    | 31               | 0                | 3                | 0                | 1                | 0                | 35               | 0                |
| 2018             | 広島             | 5                | J1                    | 11               | 2                | 0                | 0                | 2                | 0                | 13               | 2                |
| 2019             | 名古屋           | 5                | J1                    | 1                | 0                | 5                | 0                | 1                | 0                | 7                | 0                |
| 2020             | 名古屋           | 5                | J1                    | 0                | 0                | -                | -                | -                | -                | 0                | 0                |
| 2021             | 新潟             | 35               | J2                    | 39               | 2                | -                | -                | 0                | 0                | 39               | 2                |
| 2022             | 新潟             | 35               | J2                    | 25               | 0                | -                | -                | 0                | 0                | 25               | 0                |
| 2023             | 新潟             | 35               | J1                    | 12               | 1                | 1                | 0                | 3                | 0                | 16               | 1                |
| 2024             | 新潟             | 35               | J1                    | 8                | 1                | 2                | 0                | 2                | 0                | 12               | 1                |
| 2025             | 新潟             | 35               | J1                    |                  |                  |                  |                  |                  |                  |                  |                  |
| 通算             | オランダ         | オランダ         | エールステ            | 21               | 0                | 0                | 0                | 1                | 0                | 22               | 0                |
| 通算             | 日本             | 日本             | J1                    | 369              | 9                | 55               | 1                | 31               | 2                | 455              | 12               |
| 通算             | 日本             | 日本             | J2                    | 64               | 2                | -                | -                | 0                | 0                | 64               | 2                |
| 総通算           | 総通算           | 総通算           | 総通算                | 454              | 11               | 55               | 1                | 32               | 2                | 541              | 14               |

その他の公式戦
- 2013年
  - XEROX SUPER CUP 1試合0得点
- 2014年
  - XEROX SUPER CUP 1試合0得点
- 2015年
  - Jリーグチャンピオンシップ 2試合0得点
- 2016年
  - XEROX SUPER CUP 1試合0得点

| 国際大会個人成績 | 国際大会個人成績 | 国際大会個人成績 | 国際大会個人成績 | 国際大会個人成績 | FIFA      | FIFA      |
| 年度             | クラブ           | 背番号           | 出場             | 得点             | 出場      | 得点      |
| AFC              | AFC              | AFC              | ACL              | ACL              | クラブW杯 | クラブW杯 |
| ---------------- | ---------------- | ---------------- | ---------------- | ---------------- | --------- | --------- |
| 2012             | 広島             | 5                | -                | -                | 3         | 0         |
| 2013             | 広島             | 5                | 4                | 0                | -         | -         |
| 2014             | 広島             | 5                | 6                | 1                | -         | -         |
| 2015             | 広島             | 5                | -                | -                | 3         | 1         |
| 2016             | 広島             | 5                | 5                | 1                | -         | -         |
| 通算             | AFC              | AFC              | 15               | 2                | 6         | 1         |

- Jリーグ初出場 - 2006年5月12日 J1-第12節 新潟vs清水 @新潟ス
- J公式戦初得点 - 2007年4月11日 ナビスコ杯-予選第4節 新潟vs甲府 @新潟ス
- Jリーグ戦初ゴール 2011年8月6日 J1-第20節 新潟vs清水 @新潟ス

## タイトル

### クラブ
サンフレッチェ広島
- Jリーグ ディビジョン1：3回（2012年、2013年、2015年)
- ゼロックススーパーカップ：3回（2013年、2014年、2016年）

アルビレックス新潟
- J2リーグ：1回（2022年）

### 代表
- 東アジアカップ：2013

### 個人
- Jリーグ・優秀選手賞：2回（2012年,2015年）

## 代表歴

### 出場大会
- U-21日本代表
- U-22日本代表
- U-23日本代表
  - 北京オリンピックサッカーアジア予選
- 日本代表
  - 東アジアカップ2013（2013年）

### 試合数
- 国際Aマッチ 1試合 0得点（2013年）

| 日本代表 | 国際Aマッチ | 国際Aマッチ |
| 年       | 出場        | 得点        |
| -------- | ----------- | ----------- |
| 2013     | 1           | 0           |
| 通算     | 1           | 0           |

### 出場
| No. | 開催日        | 開催都市 | スタジアム     | 対戦国         | 結果 | 大会                   |
| --- | ------------- | -------- | -------------- | -------------- | ---- | ---------------------- |
| 1.  | 2013年7月25日 | 華城     | 華城総合運動場 | オーストラリア | ○3-2 | EAFF東アジアカップ2013 |

## 参考資料
- “千葉和彦（アルビレックス新潟）「考える人」”.   サッカーマガジン (2007年11月23日). 2008年12月20日時点のオリジナルよりアーカイブ。2012年1月29日閲覧。
- “海外で修行 パスに磨き DF千葉和彦”. 中国新聞:  p. 20. (2012年1月25日)